# Новый год в Болгарии
Новый год в Болгарии — праздник, отмечаемый болгарами в соответствии с григорианским календарём, наступающий в ночь с 31 декабря на 1 января. В Болгарии Новый год традиционно встречают дома. Если в доме есть ребёнок, то он стоит у Новогодней ёлки и поёт гостям рождественские колядки-песенки. В Болгарии Рождество празднуется по новоюлианскому календарю, и поэтому Новый год приходится на колядки. В отличие от России, где празднование Нового года приходится на самые аскетичные дни Рождественского поста.

## Описание праздника
В Болгарии Новый год отмечается как День Святого Василия Великого или более известный как «сурваки» (поздравление с веткой). Для празднования Нового Года в Болгарии принято одеваться во всё новое.

## Новогодний ужин
Как и в России, в Болгарии считается, что чем богаче новогодний ужин, тем плодородней будет год. В Болгарии есть обычай в канун Нового года ставить посреди стола буханку хлеба, в которую кладут монету. После хлеб разрезают, и каждый член семьи ищет в своем куске монету. Нашедшего по поверью весь год будет сопровождать удача.
Традиционным блюдом болгарского Нового Года является баница (слоеный пирог с сыром).

## Игры
В Болгарии есть традиция запекать сюрпризы-предсказания в пирожных или пирогах для праздничного стола. На стол ставится пирог, в который вложены бумажки с пожеланиями. Тут и здоровье, и удача, и любовь, и успех. Вся семья смеется, когда девяностолетнему дедушке попадается жребий со словом «любовь», а малому дитяти — «успех в ведении хозяйства».

## Сурвачки
В Новогоднюю ночь после застолья дети, подростки и молодёжь делают палочки из кизила. В народе их называют «сурвачки». А само действие — «сурвакать». Этот обряд связан с праздником Святого Василия Великого. Сурвачка украшается красной ниточкой, головками чеснока, орехами, монетками, черносливом и сухофруктами. Сурвачкой стучат по спине в таком порядке: сначала самых пожилых, а после более молодых членов семьи. Иногда с сурвачками отправляются по гостям. Заходят в дом и «бьют» ими по спине хозяев. Такие побои сулят удачу, здоровье и благосостояние в дом. Возможно, этот обычай проистекает из Сатурналии, древнеримских обрядов жертвоприношения Сатурну, когда побои на праздники сулили молодым женщинам благосостояние, замужество и беременность.

## Гадания
В некоторых местностях девушки гадают на Новый Год на суженных, привязывая обручальные кольца красной нитью к кусту. В Новый Год у болгар также принято постукивать кольцами друг друга, подобно тому, как в России чокаются бокалами.

## Поцелуи в темноте
В Болгарии в момент наступления Нового Года, когда бьют часы, традиционно выключается на три минуты свет для поцелуев. Иногда, по сговору, болгары даже устраивают «соревнования» — кто больше перецелует. Такое действие, без слов выказывает своё пожелание любви, счастья и успеха в Новом году.